# Trading Places
Trading Places («Меняясь местами») — тринадцатый эпизод девятого сезона мультсериала «Гриффины», премьера которого состоялась 20 марта 2011 года на канале FOX.

## Сюжет
Питер выиграл в конкурсе мотоцикл, но на следующий день Мэг и Крис разбили его. Питер и Лоис наказывают детей. Затем они решают постановить эксперимент: Лоис и Питер меняются ролями на несколько дней с Крисом и Мэг, то есть Питеру и Лоис надо ходить в школу, в то время как Крису и Мэг нужно работать и возиться по дому. Через несколько дней эксперимент закончился, так как дети победили, а взрослые сдались, но вместо Питера теперь работает Крис, так как начальница не хочет принимать Питера обратно. Крис бросил школу.
Крис был рад, но радость была преждевременной. Его начальница, Анджела, загрузила его сверх нормы, и у него начали появляться очень частые нервные срывы. Его здоровье сильно подорвалось. Однажды, работая, Крис получил сердечный приступ. В больнице, осознав, что ребенком быть так же трудно, как и взрослым, Крис возвращается в школу, и все возвращается в исходное положение.

## Интересные факты